# جون لويد (رسام)
جون لويد (بالإيطالية: Llewelyn Lloyd)‏ هو رسام إيطالي، ولد في 30 أغسطس 1879 في ليفورنو في إيطاليا، وتوفي في 1949 في فلورنسا في إيطاليا.